# Rhadinella godmani
Espèce
Synonymes
- Dromicus godmani Günther, 1865
- Rhadinaea godmani (Günther, 1865)
- Rhadinaea altamontana Taylor, 1954
- Rhadinaea zilchi Mertens, 1952
- Rhadinaea godmani godmani (Günther, 1865)
- Rhadinaea godmani zilchi Mertens, 1952

Statut de conservation UICN

 LC  : Préoccupation mineure
Rhadinella godmani  est une espèce de serpents de la famille des Dipsadidae.

## Répartition
Cette espèce se rencontre dans le sud-est du Mexique, au Guatemala, au Honduras, au Salvador, au Costa Rica et au Panama.

## Liste des sous-espèces
Selon The Reptile Database (30 août 2013) :
- Rhadinella godmani godmani (Günther, 1865)
- Rhadinella godmani zilchi (Mertens, 1952)

## Étymologie
Cette espèce est nommée en l'honneur de Frederick DuCane Godman.

## Publications originales
- Günther, 1865 : Fourth account of new Species of Snakes in the Collection of the British Museum. Annals and Magazine of Natural History, sér. 3, vol. 15, p. 89-98 (texte intégral).
- Mertens, 1952 : Die Amphibien und Reptilien von El Salvador auf Grund der Reisen von R. Mertens und A. Zilch. Abhandlungen der Senckenbergischen Naturforschenden Gesellschaft, no 487, p. 1-120.